# República Popular China en los Juegos Paralímpicos de Vancouver 2010
La República Popular China estuvo representada en los Juegos Paralímpicos de Vancouver 2010 por siete deportistas, cinco hombres y dos mujeres. El equipo paralímpico chino no obtuvo ninguna medalla en estos Juegos.